# Витіснення нафти розчинниками і газами високого тиску
Витіснення нафти розчинниками і газами високого тиску — метод збільшення нафтовіддачі пластів.
Якщо як витискувачі використовують вуглеводневі розчинники (пропан-бутанові фракції, які при тисках вищих 0,4 МПа в умовах нормальних температур перебувають в рідкому стані) із зразків нафтонасиченої породи вимивається до 100 % нафти. Для економії розчинники нагнітають у пласт у вигляді облямівок, які просуваються під впливом газу, збагаченого важкими фракціями. При деякому підвищеному вмісті в газі важких фракцій (С3Н8, С4Н10 та ін.) пластові тиск і температура стають вищими критичних для даної суміші вуглеводнів і тоді нафта витісняється в умовах повної змішуваності з облямівкою і з газом, що її витісняє. Важкі фракції згодом видуваються із пласта сухим газом і уловлюються на газобензинових заводах.
Гази високого тиску можна використовувати для вилучення вуглеводнів також і іншим способом — в пласт нагнітають сухий газ (метан). З підвищенням тиску з нафти в газову фазу випаровуються деякі важкі її компоненти, які потім витягуються на поверхню при відборі продукції із свердловин. Сухі гази як витискувачі нафти застосовують для нагнітання в газову шапку з метою підтримки тиску у покладі, а також у сильно обводнені пласти. Іноді газ подають з метою збільшення охоплення пластів впливом у вигляді газоводяних сумішей або по черзі з водою.